# Frantz Reichel
François Étienne "Frantz" Reichel (París, 16 de març de 1871 – París, 24 de març de 1931) va ser un esportista francès pluridisciplinari que va competir a cavall del segle xix i el segle xx. Destacà com a atleta, jugador de rugbi al Racing Métro 92 i al Sporting Club Universitaire de France, campió de boxa, bon tirador d'esgrima i gimnasta, alhora que fou un pioner en la indústria de l'automòbil. Fou president de nombrosos clubs esportius, del Comité d'organisation des jeux olympiques dels París i Chamonix, de la Federació d'Hoquei de França i la Federació Internacional, així com cofundador de l'Associació Internacional de Premsa Esportiva (AIPS), de la qual fou el primer president entre 1924 i 1932.
El 1896 va prendre part en els Jocs Olímpics d'Atenes, on disputà la cursa dels 400 metres lliures i els 110 metres tanques. En aquesta segona cursa arribà a la final, però no la va poder disputar per estar ajudant a Albin Lermusiaux en la marató.
Quatre anys més tard va prendre part en els Jocs Olímpics de París, on guanyà la medalla d'or en la competició de rugbi.